# 2006年のNFLドラフト
2006年のNFLドラフトは71回目のNFLドラフト。2006年4月29日から30日までの2日間ニューヨークのラジオシティ・ミュージックホールで開催された。
ドラフト指名順は、2005年のレギュラーシーズンの成績が悪かったチームから完全ウェーバー制で行われ、ヒューストン・テキサンズは全体1位でノースカロライナ州立大学のDEマリオ・ウィリアムズを指名した。ニューオーリンズ・セインツは全体2位でレジー・ブッシュ、テネシー・タイタンズは全体3位でヴィンス・ヤングを指名した。全体1位指名権を持つテキサンズがウィリアムズとブッシュのどちらを指名するかがドラフト直前に話題となった。テキサンズはドラフト前日にウィリアムズと6年5400万ドル（2650万ドルを保障）の契約を結んだが、これは前年の全体ドラフト1位であるアレックス・スミスを上回る高額契約であった。
2004年のハイズマン賞受賞者マット・ライナートは全体10位でアリゾナ・カージナルスに指名された。
全米ではNFLネットワークとESPNによって放送された。

## 指名選手
指名された255人のポジションごとの人数は次のとおりである。
- 33 ワイドレシーバー
- 31 ラインバッカー
- 26 セイフティ
- 23 ディフェンシブタックル
- 23 コーナーバック
- 22 ディフェンシブエンド
- 22 オフェンシブタックル
- 20 オフェンシブガード
- 16 タイトエンド
- 14 ランニングバック
- 13 クォーターバック
- 9 センター
- 3 フルバック
- 2 プレースキッカー
- 2 パンター

指名順位の数字の後の*は、FAで失った選手に対して自動的に計算し与えられる32の補償ドラフトを示す。

### 1巡指名選手
| 指名順位 | チーム                             | 選手名                         | ポジション | 出身大学                 |
| 1        | ヒューストン・テキサンズ           | マリオ・ウィリアムズ           | DE         | ノースカロライナ州立大学 |
| 2        | ニューオーリンズ・セインツ         | レジー・ブッシュ               | RB         | USC                      |
| 3        | テネシー・タイタンズ               | ヴィンス・ヤング               | QB         | テキサス大学             |
| 4        | ニューヨーク・ジェッツ             | デブリックショー・ファーガソン | OT         | バージニア大学           |
| 5        | グリーンベイ・パッカーズ           | A・J・ホーク                   | LB         | オハイオ州立大学         |
| 6        | サンフランシスコ・49ers            | バーノン・デービス             | TE         | メリーランド大学         |
| 7        | オークランド・レイダース           | マイケル・ハフ                 | S          | テキサス大学             |
| 8        | バッファロー・ビルズ               | ドンテ・ウィットナー           | S          | オハイオ州立大学         |
| 9        | デトロイト・ライオンズ             | アーニー・シムズ               | LB         | フロリダ州立大学         |
| 10       | アリゾナ・カージナルス             | マット・ライナート             | QB         | USC                      |
| 11       | デンバー・ブロンコス               | ジェイ・カトラー               | QB         | ヴァンダービルト大学     |
| 12       | ボルチモア・レイブンズ             | ハロティ・ナータ               | DT         | オレゴン大学             |
| 13       | クリーブランド・ブラウンズ         | カメリオン・ウィンブリー       | DE         | フロリダ州立大学         |
| 14       | フィラデルフィア・イーグルス       | ブロドリック・バンクリー       | DT         | フロリダ州立大学         |
| 15       | セントルイス・ラムズ               | タイ・ヒル                     | CB         | クレムソン大学           |
| 16       | マイアミ・ドルフィンズ             | ジェイソン・アレン             | S          | テネシー大学             |
| 17       | ミネソタ・バイキングス             | チャド・グリーンウェイ         | LB         | アイオワ大学             |
| 18       | ダラス・カウボーイズ               | ボビー・カーペンター           | LB         | オハイオ州立大学         |
| 19       | サンディエゴ・チャージャーズ       | アントニオ・クロマティ         | CB         | フロリダ州立大学         |
| 20       | カンザスシティ・チーフス           | タンバ・ハリ                   | S          | ペンシルベニア州立大学   |
| 21       | ニューイングランド・ペイトリオッツ | ローレンス・マロニー           | RB         | ミネソタ大学             |
| 22       | サンフランシスコ・49ers            | マニー・ローソン               | LB         | ノースカロライナ州立大学 |
| 23       | タンパベイ・バッカニアーズ         | ダビン・ジョセフ               | OG         | オクラホマ大学           |
| 24       | シンシナティ・ベンガルズ           | ジョナサン・ジョセフ           | CB         | サウスカロライナ大学     |
| 25       | ピッツバーグ・スティーラーズ       | サントニオ・ホームズ           | WR         | オハイオ州立大学         |
| 26       | バッファロー・ビルズ               | ジョン・マカーゴ               | DT         | ノースカロライナ州立大学 |
| 27       | カロライナ・パンサーズ             | ディアンジェロ・ウィリアムズ   | RB         | メンフィス大学           |
| 28       | ジャクソンビル・ジャガーズ         | マーセデス・ルイス             | TE         | UCLA                     |
| 29       | ニューヨーク・ジェッツ             | ニック・マンゴールド           | C          | オハイオ州立大学         |
| 30       | インディアナポリス・コルツ         | ジョセフ・アダイ               | RB         | LSU                      |
| 31       | シアトル・シーホークス             | ケリー・ジェニングス           | CB         | マイアミ大学             |
| 32       | ニューヨーク・ジャイアンツ         | マシアス・キワヌカ             | DE         | ボストンカレッジ         |

### 2巡指名選手
| 指名順位 | チーム                             | 選手名                         | ポジション | 出身大学                     |
| 33       | ヒューストン・テキサンズ           | ディミコ・ライアンズ           | LB         | アラバマ大学                 |
| 34       | クリーブランド・ブラウンズ         | ディークウェル・ジャクソン     | LB         | メリーランド大学             |
| 35       | ワシントン・レッドスキンズ         | ロッキー・マキントッシュ       | LB         | マイアミ大学                 |
| 36       | ニューイングランド・ペイトリオッツ | チャド・ジャクソン             | WR         | フロリダ大学                 |
| 37       | アトランタ・ファルコンズ           | ジミー・ウィリアムズ           | CB         | バージニア工科大学           |
| 38       | オークランド・レイダース           | トーマス・ハワード             | LB         | テキサス大学エルパソ校       |
| 39       | フィラデルフィア・イーグルス       | ウィンストン・ジャスティス     | OT         | USC                          |
| 40       | デトロイト・ライオンズ             | ダニエル・ブロックス           | S          | ネブラスカ大学               |
| 41       | アリゾナ・カージナルス             | デュース・ルトゥイ             | OG         | USC                          |
| 42       | シカゴ・ベアーズ                   | ダニエル・マニング             | S          | アビリーン・クリスチャン大学 |
| 43       | ニューオーリンズ・セインツ         | ロマン・ハーパー               | S          | アラバマ大学                 |
| 44       | ニューヨーク・ジャイアンツ         | シノリス・モス                 | WR         | マイアミ大学                 |
| 45       | テネシー・タイタンズ               | レンデル・ホワイト             | RB         | USC                          |
| 46       | セントルイス・ラムズ               | ジョー・クロップフェンスタイン | TE         | コロラド大学                 |
| 47       | グリーンベイ・パッカーズ           | ダリン・カレッジ               | OT         | ボイシ州立大学               |
| 48       | ミネソタ・バイキングス             | セドリック・グリフィン         | CB         | テキサス大学                 |
| 49       | ニューヨーク・ジェッツ             | ケレン・クレメンス             | QB         | オレゴン大学                 |
| 50       | サンディエゴ・チャージャーズ       | マーカス・マクニール           | OT         | オーバーン大学               |
| 51       | ミネソタ・バイキングス             | ライアン・クック               | C          | ニューメキシコ大学           |
| 52       | グリーンベイ・パッカーズ           | グレッグ・ジェニングス         | WR         | 西ミシガン大学               |
| 53       | ダラス・カウボーイズ               | アンソニー・ファサーノ         | TE         | ノートルダム大学             |
| 54       | カンザスシティ・チーフス           | バーナード・ポラード           | S          | パデュー大学                 |
| 55       | シンシナティ・ベンガルズ           | アンドリュー・ウィットワース   | OT         | LSU                          |
| 56       | ボルチモア・レイブンズ             | クリス・チェスター             | C          | オクラホマ大学               |
| 57       | シカゴ・ベアーズ                   | デビン・ヘスター               | CB         | マイアミ大学                 |
| 58       | カロライナ・パンサーズ             | リチャード・マーシャル         | CB         | フレズノ州立大学             |
| 59       | タンパベイ・バッカニアーズ         | ジェレミー・トゥルーブラッド   | OT         | ボストンカレッジ             |
| 60       | ジャクソンビル・ジャガーズ         | モーリス・ジョーンズ＝ドリュー | RB         | UCLA                         |
| 61       | デンバー・ブロンコス               | トニー・シェフラー             | TE         | 西ミシガン大学               |
| 62       | インディアナポリス・コルツ         | ティム・ジェニングス           | CB         | ジョージア大学               |
| 63       | シアトル・シーホークス             | ダリル・タップ                 | DE         | バージニア工科大学           |
| 64       | ミネソタ・バイキングス             | タバリス・ジャクソン           | QB         | アラバマ州立大学             |

### 3巡指名選手
| 指名順位 | チーム                             | 選手名                       | ポジション | 出身大学                             |
| 65       | ヒューストン・テキサンズ           | チャールズ・スペンサー       | OT         | ピッツバーグ大学                     |
| 66       | ヒューストン・テキサンズ           | エリック・ウィンストン       | OT         | マイアミ大学                         |
| 67       | グリーンベイ・パッカーズ           | アブダル・ホッジ             | LB         | アイオワ大学                         |
| 68       | セントルイス・ラムズ               | クロード・ローテン           | DT         | LSU                                  |
| 69       | オークランド・レイダース           | ポール・マクイスタン         | OG         | ウィーバー州立大学                   |
| 70       | バッファロー・ビルズ               | アシュトン・ユーボティ       | CB         | オハイオ州立大学                     |
| 71       | フィラデルフィア・イーグルス       | クリス・ゴコング             | LB         | カリフォルニアポリテクニック州立大学 |
| 72       | アリゾナ・カージナルス             | レナード・ポープ             | TE         | ジョージア大学                       |
| 73       | シカゴ・ベアーズ                   | ダスティ・ドボラック         | DT         | オクラホマ大学                       |
| 74       | デトロイト・ライオンズ             | ブライアン・カルホーン       | RB         | ウィスコンシン大学                   |
| 75       | グリーンベイ・パッカーズ           | ジェイソン・スピッツ         | C          | ルイビル大学                         |
| 76       | ニューヨーク・ジェッツ             | アンソニー・シュレゲル       | LB         | オハイオ州立大学                     |
| 77       | セントルイス・ラムズ               | ジョン・アルストン           | LB         | スタンフォード大学                   |
| 78       | クリーブランド・ブラウンズ         | トラビス・ウィルソン         | WR         | オクラホマ大学                       |
| 79       | アトランタ・ファルコンズ           | ジェリアス・ノーウッド       | RB         | ミシシッピ州立大学                   |
| 80       | ジャクソンビル・ジャガーズ         | クリント・イングラム         | LB         | オクラホマ大学                       |
| 81       | サンディエゴ・チャージャーズ       | チャーリー・ホワイトハースト | QB         | クレムソン大学                       |
| 82       | マイアミ・ドルフィンズ             | デレック・ヘイガン           | WR         | アリゾナ州立大学                     |
| 83       | ピッツバーグ・スティーラーズ       | アンソニー・スミス           | S          | シラキュース大学                     |
| 84       | サンフランシスコ・49ers            | ブランドン・ウィリアムズ     | WR         | ウィスコンシン大学                   |
| 85       | カンザスシティ・チーフス           | ブロディー・クロイル         | QB         | アラバマ大学                         |
| 86       | ニューイングランド・ペイトリオッツ | デビッド・トーマス           | TE         | テキサス大学                         |
| 87       | ボルチモア・レイブンズ             | デビッド・ピットマン         | CB         | ノースウェスタン州立大学             |
| 88       | カロライナ・パンサーズ             | ジェームズ・アンダーソン     | LB         | バージニア工科大学                   |
| 89       | カロライナ・パンサーズ             | ラシャド・バトラー           | OT         | マイアミ大学                         |
| 90       | タンパベイ・バッカニアーズ         | モーリス・ストーバル         | WR         | ノートルダム大学                     |
| 91       | シンシナティ・ベンガルズ           | フロスティー・ラッカー       | DE         | USC                                  |
| 92       | ダラス・カウボーイズ               | ジェイソン・ハッチャー       | DE         | グランプリング州立大学               |
| 93       | セントルイス・ラムズ               | ドミニク・バード             | TE         | USC                                  |
| 94       | インディアナポリス・コルツ         | フレディ・ケイアホ           | LB         | サンディエゴ州立大学                 |
| 95       | ピッツバーグ・スティーラーズ       | ウィリー・リード             | WR         | フロリダ州立大学                     |
| 96       | ニューヨーク・ジャイアンツ         | ジェリス・ウィルキンソン     | LB         | ジョージア工科大学                   |
| 97*      | ニューヨーク・ジェッツ             | エリック・スミス             | S          | ミシガン州立大学                     |

### 4巡指名選手
| 指名順位 | チーム                             | 選手名                         | ポジション | 出身大学                 |
| 98       | ヒューストン・テキサンズ           | オーウェン・ダニエルズ         | TE         | ウィスコンシン大学       |
| 99       | フィラデルフィア・イーグルス       | マックス・ジーン＝ジャイルズ   | OG         | ジョージア大学           |
| 100      | サンフランシスコ・49ers            | マイケル・ロビンソン           | RB         | ペンシルベニア州立大学   |
| 101      | オークランド・レイダース           | ダーネル・ビング               | S          | USC                      |
| 102      | テネシー・タイタンズ               | カルビン・ロウリー             | S          | ペンシルベニア州立大学   |
| 103      | ニューヨーク・ジェッツ             | ブラッド・スミス               | QB         | ミズーリ大学             |
| 104      | グリーンベイ・パッカーズ           | コリー・ロジャース             | WR         | TCU                      |
| 105      | バッファロー・ビルズ               | コー・シンプソン               | S          | サウスカロライナ大学     |
| 106      | ニューイングランド・ペイトリオッツ | ギャレット・ミルズ             | TE         | タルサ大学               |
| 107      | アリゾナ・カージナルス             | ゲイブ・ワトソン               | DT         | ミシガン大学             |
| 108      | ニューオーリンズ・セインツ         | ジャーリ・エバンス             | OT         | ブルームスバーグ大学     |
| 109      | フィラデルフィア・イーグルス       | ジェイソン・エイバント         | WR         | ミシガン大学             |
| 110      | クリーブランド・ブラウンズ         | レオン・ウィリアムズ           | LB         | マイアミ大学             |
| 111      | ボルチモア・レイブンズ             | デメトリアス・ウィリアムズ     | WR         | オレゴン大学             |
| 112      | クリーブランド・ブラウンズ         | アイザック・ソウェルズ         | OG         | インディアナ大学         |
| 113      | セントルイス・ラムズ               | ビクター・アデヤンジュ         | DE         | インディアナ大学         |
| 114      | マイアミ・ドルフィンズ             | ジョー・トレド                 | OT         | ワシントン大学           |
| 115      | グリーンベイ・パッカーズ           | ウィル・ブラックモン           | CB         | ボストンカレッジ         |
| 116      | テネシー・タイタンズ               | スティーブン・タロッチ         | LB         | ノースカロライナ州立大学 |
| 117      | ニューヨーク・ジェッツ             | レオン・ワシントン             | RB         | フロリダ州立大学         |
| 118      | ニューイングランド・ペイトリオッツ | スティーブン・ゴストコウスキー | K          | メンフィス大学           |
| 119      | デンバー・ブロンコス               | ブランドン・マーシャル         | WR         | セントラルフロリダ大学   |
| 120      | シカゴ・ベアーズ                   | ジャマー・ウィリアムズ         | LB         | アリゾナ州立大学         |
| 121      | カロライナ・パンサーズ             | ネイト・サリー                 | S          | オハイオ州立大学         |
| 122      | タンパベイ・バッカニアーズ         | アラン・ザマイティス           | CB         | ペンシルベニア州立大学   |
| 123      | シンシナティ・ベンガルズ           | ドマタ・ペコ                   | DT         | ミシガン州立大学         |
| 124      | ニューヨーク・ジャイアンツ         | バリー・コーフィールド         | DT         | ノースウェスタン大学     |
| 125      | ダラス・カウボーイズ               | スカイラー・グリーン           | WR         | LSU                      |
| 126      | デンバー・ブロンコス               | エルビス・デュマービル         | DE         | ルイビル大学             |
| 127      | ミネソタ・バイキングス             | レイ・エドワーズ               | DE         | パデュー大学             |
| 128      | シアトル・シーホークス             | ロブ・シムズ                   | OG         | オハイオ州立大学         |
| 129      | ニューヨーク・ジャイアンツ         | ガイ・ウィンパー               | OT         | 東カロライナ大学         |
| 130*     | デンバー・ブロンコス               | ドメニク・ヒクソン             | WR         | アクロン大学             |
| 131*     | ピッツバーグ・スティーラーズ       | ウィリー・コロン               | OG         | ホフストラ大学           |
| 132*     | ボルチモア・レイブンズ             | P・J・ダニエルズ               | RB         | ジョージア工科大学       |
| 133*     | ピッツバーグ・スティーラーズ       | オリエン・ハリス               | DT         | マイアミ大学             |

### 5巡指名選手
| 指名順位 | チーム                             | 選手名                                           | ポジション                                       | 出身大学                                         |
| 134      | バッファロー・ビルズ               | カイル・ウィリアムズ                             | DT                                               | LSU                                              |
| 135      | ニューオーリンズ・セインツ         | ロブ・ニンコビッチ                               | DE                                               | パデュー大学                                     |
| 136      | ニューイングランド・ペイトリオッツ | ライアン・オカラハン                             | OT                                               | カリフォルニア大学                               |
| 137      | テネシー・タイタンズ               | ターナ・ナンデ                                   | LB                                               | マイアミ大学                                     |
| 138      | ダラス・カウボーイズ               | パット・ワトキンス                               | S                                                | フロリダ州立大学                                 |
| 139      | アトランタ・ファルコンズ           | クイン・オジナカ                                 | OT                                               | シラキュース大学                                 |
| 140      | サンフランシスコ・49ers            | パリス・ハラルソン                               | DE                                               | テネシー大学                                     |
| 141      | デトロイト・ライオンズ             | ジョナサン・スコット                             | OT                                               | テキサス大学                                     |
| 142      | アリゾナ・カージナルス             | ブランドン・ジョンソン                           | LB                                               | ルイビル大学                                     |
| 143      | バッファロー・ビルズ               | ブラッド・バトラー                               | OT                                               | バージニア大学                                   |
| 144      | セントルイス・ラムズ               | マーキス・ヘイガンス                             | WR                                               | バージニア大学                                   |
| 145      | クリーブランド・ブラウンズ         | ジェローム・ハリソン                             | RB                                               | ワシントン州立大学                               |
| 146      | ボルチモア・レイブンズ             | ダワン・ランドリー                               | S                                                | ジョージア工科大学                               |
| 147      | フィラデルフィア・イーグルス       | ジェレミー・ブルーム                             | WR                                               | コロラド大学                                     |
| 148      | グリーンベイ・パッカーズ           | イングル・マーティン                             | QB                                               | ファーマン大学                                   |
|          | マイアミ・ドルフィンズ             | 前年の補足ドラフトでの指名により、指名権を失った | 前年の補足ドラフトでの指名により、指名権を失った | 前年の補足ドラフトでの指名により、指名権を失った |
| 149      | ミネソタ・バイキングス             | グレッグ・ブルー                                 | S                                                | ジョージア大学                                   |
| 150      | ニューヨーク・ジェッツ             | ジェイソン・ポージャーク                         | TE                                               | ウィスコンシン大学                               |
| 151      | サンディエゴ・チャージャーズ       | ティム・ドビンス                                 | LB                                               | アイオワ州立大学                                 |
| 152      | クリーブランド・ブラウンズ         | ディマリオ・ミンター                             | CB                                               | ジョージア大学                                   |
| 153      | ワシントン・レッドスキンズ         | アンソニー・モンゴメリー                         | DT                                               | ミネソタ大学                                     |
| 154      | カンザスシティ・チーフス           | マーカス・マキシー                               | CB                                               | マイアミ大学                                     |
| 155      | カロライナ・パンサーズ             | ジェフ・キング                                   | TE                                               | バージニア工科大学                               |
| 156      | タンパベイ・バッカニアーズ         | ジュリアン・ジェンキンス                         | DE                                               | スタンフォード大学                               |
| 157      | シンシナティ・ベンガルズ           | A・J・ニコルソン                                 | LB                                               | フロリダ州立大学                                 |
| 158      | ニューヨーク・ジャイアンツ         | チャーリー・ペプラー                             | S                                                | アラバマ大学                                     |
| 159      | シカゴ・ベアーズ                   | マーク・アンダーソン                             | DE                                               | アラバマ大学                                     |
| 160      | ジャクソンビル・ジャガーズ         | ブレント・ホーキンス                             | DE                                               | イリノイ大学                                     |
| 161      | デンバー・ブロンコス               | クリス・キューパー                               | OG                                               | ノースダコタ大学                                 |
| 162      | インディアナポリス・コルツ         | マイケル・トゥドゥーズ                           | OG                                               | TCU                                              |
| 163      | シアトル・シーホークス             | デビッド・カートマン                             | FB                                               | USC                                              |
| 164      | ピッツバーグ・スティーラーズ       | オマー・ジェイコブス                             | QB                                               | ボーリング・グリーン州立大学                     |
| 165*     | グリーンベイ・パッカーズ           | トニー・モル                                     | OT                                               | ネバダ大学                                       |
| 166*     | ボルチモア・レイブンズ             | クイン・シプニュースキー                         | TE                                               | コロラド大学                                     |
| 167*     | ピッツバーグ・スティーラーズ       | チャールズ・デービス                             | TE                                               | パデュー大学                                     |
| 168*     | フィラデルフィア・イーグルス       | オマー・ゲイサー                                 | LB                                               | テネシー大学                                     |
| 169*     | テネシー・タイタンズ               | ジェシー・マヘロナ                               | DT                                               | テネシー大学                                     |

### 6巡指名選手
| 指名順位 | チーム                             | 選手名                     | ポジション | 出身大学                   |
| 170      | ヒューストン・テキサンズ           | ワリ・ルンディ             | RB         | バージニア大学             |
| 171      | ニューオーリンズ・セインツ         | マイク・ハス               | WR         | オレゴン州立大学           |
| 172      | テネシー・タイタンズ               | ジョナサン・オーア         | WR         | ウィスコンシン大学         |
| 173      | ワシントン・レッドスキンズ         | リード・ダウティ           | S          | 北コロラド大学             |
| 174      | ニューオーリンズ・セインツ         | ジョシュ・レイ             | CB         | ピッツバーグ大学           |
| 175      | サンフランシスコ・49ers            | デラニー・ウォーカー       | TE/FB      | セントラルミズーリ州立大学 |
| 176      | オークランド・レイダース           | ケビン・ブース             | OT         | コーネル大学               |
| 177      | アリゾナ・カージナルス             | ジョナサン・ルイス         | DT         | バージニア工科大学         |
| 178      | バッファロー・ビルズ               | キース・エリソン           | LB         | オレゴン州立大学           |
| 179      | デトロイト・ライオンズ             | ディー・マカン             | CB         | ウェストバージニア大学     |
| 180      | クリーブランド・ブラウンズ         | ローレンス・ビッカース     | FB         | コロラド大学               |
| 181      | クリーブランド・ブラウンズ         | ババトゥンド・オシノウォ   | DT         | スタンフォード大学         |
| 182      | ダラス・カウボーイズ               | モンタビアス・スタンリー   | DT         | ルイビル大学               |
| 183      | グリーンベイ・パッカーズ           | ジョニー・ジョリー         | DT         | テキサスA&M大学            |
| 184      | アトランタ・ファルコンズ           | アダム・ジェニングス       | WR         | フレズノ州立大学           |
| 185      | グリーンベイ・パッカーズ           | タイロン・カルバー         | S          | フレズノ州立大学           |
| 186      | カンザスシティ・チーフス           | トレ・スターリングス       | OT         | ミシシッピ大学             |
| 187      | サンディエゴ・チャージャーズ       | ジェロミー・クラリー       | OT         | カンザス州立大学           |
| 188      | サンディエゴ・チャージャーズ       | カート・スミス             | K          | バージニア大学             |
| 189      | ニューヨーク・ジェッツ             | ドリュー・コールマン       | CB         | TCU                        |
| 190      | カンザスシティ・チーフス           | ジェフ・ウェブ             | WR         | サンディエゴ州立大学       |
| 191      | ニューイングランド・ペイトリオッツ | ジェレミー・ミンシー       | DE         | フロリダ大学               |
| 192      | サンフランシスコ・49ers            | マーカス・ハドソン         | S          | ノースカロライナ州立大学   |
| 193      | シンシナティ・ベンガルズ           | レジー・マクニール         | QB         | テキサスA&M大学            |
| 194      | タンパベイ・バッカニアーズ         | ブルース・グラドコウスキー | QB         | トレド大学                 |
| 195      | シカゴ・ベアーズ                   | J・D・ラネルズ             | FB         | オクラホマ大学             |
| 196      | ワシントン・レッドスキンズ         | ケドリック・ゴルストン     | DT         | ジョージア大学             |
| 197      | サンフランシスコ・49ers            | メルビン・オリバー         | DE         | LSU                        |
| 198      | デンバー・ブロンコス               | グレッグ・エスリンガー     | C          | ミネソタ大学               |
| 199      | インディアナポリス・コルツ         | チャーリー・ジョンソン     | OT         | オクラホマ州立大学         |
| 200      | シカゴ・ベアーズ                   | タイラー・リード           | OG         | ペンシルベニア州立大学     |
| 201      | ピッツバーグ・スティーラーズ       | マービン・フィリップ       | C          | カリフォルニア大学         |
| 202*     | タンパベイ・バッカニアーズ         | T・J・ウィリアムズ         | TE         | ノースカロライナ州立大学   |
| 203*     | ボルチモア・レイブンズ             | サム・コック               | P          | ネブラスカ大学             |
| 204*     | フィラデルフィア・イーグルス       | ラジュアン・ラムジー       | DT         | USC                        |
| 205*     | ニューイングランド・ペイトリオッツ | ダン・スティーブンソン     | OG         | ノートルダム大学           |
| 206*     | ニューイングランド・ペイトリオッツ | レ・ケビン・スミス         | DT         | ネブラスカ大学             |
| 207*     | インディアナポリス・コルツ         | アントワン・ベセア         | S          | ハワード大学               |
| 208*     | ボルチモア・レイブンズ             | デリック・マーティン       | CB         | ワイオミング大学           |

### 7巡指名選手
| 指名順位 | チーム                             | 選手名                     | ポジション | 出身大学                       |
| 209      | シンシナティ・ベンガルズ           | イーサン・キルマー         | S          | ペンシルベニア州立大学         |
| 210      | ニューオーリンズ・セインツ         | ザック・ストリーフ         | OT         | ノースウェスタン大学           |
| 211      | ダラス・カウボーイズ               | パット・マクイスタン       | OT         | ウィーバー州立大学             |
| 212      | マイアミ・ドルフィンズ             | フレッド・エバンズ         | DT         | テキサス州立大学               |
| 213      | ジャクソンビル・ジャガーズ         | ジェームズ・ワイチ         | DE         | シラキュース大学               |
| 214      | オークランド・レイダース           | クリス・モリス             | C          | ミシガン州立大学               |
| 215      | テネシー・タイタンズ               | コートランド・フィネガン   | CB         | サンフォード大学               |
| 216      | バッファロー・ビルズ               | テレンス・ペニントン       | OT         | ニューメキシコ大学             |
| 217      | デトロイト・ライオンズ             | フレッド・マトゥア         | OG         | USC                            |
| 218      | アリゾナ・カージナルス             | トッド・ワトキンス         | WR         | BYU                            |
| 219      | ボルチモア・レイブンズ             | ライアン・ラキャッセ       | DE         | シラキュース大学               |
| 220      | ニューヨーク・ジェッツ             | タイタス・アダムス         | DT         | ネブラスカ大学                 |
| 221      | セントルイス・ラムズ               | ティム・マクガライグル     | LB         | ノースウェスタン大学           |
| 222      | クリーブランド・ブラウンズ         | ジャスティン・ハミルトン   | S          | バージニア工科大学             |
| 223      | アトランタ・ファルコンズ           | D・J・ショックリー         | QB         | ジョージア大学                 |
| 224      | ダラス・カウボーイズ               | E・J・ホイットリー         | C          | テキサス工科大学               |
| 225      | サンディエゴ・チャージャーズ       | チェイス・ペイジ           | DT         | ノースカロライナ大学           |
| 226      | マイアミ・ドルフィンズ             | ロドリック・ライト         | DT         | テキサス大学                   |
| 227      | サンディエゴ・チャージャーズ       | ジミー・マーティン         | OT         | バージニア工科大学             |
| 228      | カンザスシティ・チーフス           | ジャラッド・ペイジ         | S          | UCLA                           |
| 229      | ニューイングランド・ペイトリオッツ | ウィリー・アンドリュース   | S          | ベイラー大学                   |
| 230      | ワシントン・レッドスキンズ         | キリ・レフォトゥ           | OG         | アリゾナ大学                   |
| 231      | シンシナティ・ベンガルズ           | ベニー・ブラゼル           | WR         | LSU                            |
| 232      | ニューヨーク・ジャイアンツ         | ジェリック・マクファーソン | CB         | メリーランド大学               |
| 233      | マイアミ・ドルフィンズ             | デビン・アロマショドゥ     | WR         | オーバーン大学                 |
| 234      | カロライナ・パンサーズ             | ウィル・モンゴメリー       | C          | バージニア工科大学             |
| 235      | タンパベイ・バッカニアーズ         | ジャスティン・フィニシー   | CB         | オレゴン大学                   |
| 236      | ジャクソンビル・ジャガーズ         | ディー・ウェブ             | CB         | フロリダ大学                   |
| 237      | カロライナ・パンサーズ             | スタンリー・マクローバー   | DE         | オーバーン大学                 |
| 238      | インディアナポリス・コルツ         | T・J・ラッシング           | CB         | スタンフォード大学             |
| 239      | シアトル・シーホークス             | ライアン・プラックマイアー | P          | ウェイクフォレスト大学         |
| 240      | ピッツバーグ・スティーラーズ       | セドリック・ハーンズ       | RB         | バージニア工科大学             |
| 241*     | タンパベイ・バッカニアーズ         | チャールズ・ベネット       | DE         | クレムソン大学                 |
| 242*     | セントルイス・ラムズ               | マーク・セターストロム     | OG         | ミネソタ大学                   |
| 243*     | セントルイス・ラムズ               | トニー・パーマー           | OG         | ミズーリ大学                   |
| 244*     | タンパベイ・バッカニアーズ         | ティム・マサクオイ         | TE         | ミシガン大学                   |
| 245*     | テネシー・タイタンズ               | スペンサー・ツーン         | LB         | ユタ大学                       |
| 246*     | テネシー・タイタンズ               | クイントン・ギャンサー     | RB         | ユタ大学                       |
| 247*     | デトロイト・ライオンズ             | アンソニー・キャノン       | LB         | テュレーン大学                 |
| 248*     | バッファロー・ビルズ               | アーロン・マーツ           | OG         | カリフォルニア大学             |
| 249*     | シアトル・シーホークス             | ベン・オボマヌ             | WR         | オーバーン大学                 |
| 250*     | ワシントン・レッドスキンズ         | ケビン・サイモン           | LB         | テネシー大学                   |
| 251*     | グリーンベイ・パッカーズ           | デビッド・アンダーソン     | WR         | コロラド州立大学               |
| 252*     | サンフランシスコ・49ers            | マーキス・コルストン       | WR         | ホフストラ大学                 |
| 253*     | グリーンベイ・パッカーズ           | デイブ・トレフソン         | DE         | ノースウェストミズーリ州立大学 |
| 254*     | サンフランシスコ・49ers            | ビキール・ボーン           | S          | アーカンソー大学               |
| 255*     | オークランド・レイダース           | ケビン・マクマーン         | WR         | メイン大学                     |

### ドラフト外入団の主な選手
| チーム                             | 選手名                       | ポジション | 出身大学                           |
| アトランタ・ファルコンズ           | ブレント・グリムス           | CB         | シッペンスバーグ大学ペンシルベニア |
| シンシナティ・ベンガルズ           | デニス・ローランド           | OT         | ジョージア大学                     |
| デンバー・ブロンコス               | マイク・ベル                 | RB         | アリゾナ大学                       |
| ダラス・カウボーイズ               | マイルズ・オースティン       | WR         | モンマス大学                       |
| ダラス・カウボーイズ               | スティーブン・ビーエン       | DE         | ホフストラ大学                     |
| ダラス・カウボーイズ               | サム・ハード                 | WR         | 北イリノイ大学                     |
| デトロイト・ライオンズ             | マット・プレイター           | K          | セントラルフロリダ大学             |
| グリーンベイ・パッカーズ           | ジャレット・ブッシュ         | CB         | ユタ州立大学                       |
| グリーンベイ・パッカーズ           | ジョン・ライアン             | P          | レギナカレッジ                     |
| ヒューストン・テキサンズ           | マイク・ブリシール           | OG         | コロラド州立大学                   |
| ヒューストン・テキサンズ           | トラモン・ウィリアムズ       | CB         | ルイジアナ工科大学                 |
| ジャクソンビル・ジャガーズ         | リチャード・コリエル         | OT         | バルドスタ州立大学                 |
| ジャクソンビル・ジャガーズ         | ブライアン・イウー           | LB         | コロラド大学                       |
| ジャクソンビル・ジャガーズ         | モンテル・オーウェンス       | RB         | メイン大学                         |
| ミネソタ・バイキングス             | ハンク・バスケット           | WR         | ニューメキシコ大学                 |
| ミネソタ・バイキングス             | ドナルド・ペン               | OT         | ユタ大学                           |
| ニューイングランド・ペイトリオッツ | パトリック・コブス           | RB         | 北テキサス大学                     |
| ニューイングランド・ペイトリオッツ | ピエール・ウッズ             | LB         | ミシガン大学                       |
| ニューオーリンズ・セインツ         | スティーブ・ウェザーフォード | P          | イリノイ大学                       |
| サンディエゴ・チャージャーズ       | ライアン・ニール             | DE         | ラトガース大学                     |
| テネシー・タイタンズ               | コリン・オールレッド         | LB         | ベイラー大学                       |